# 東沙群島

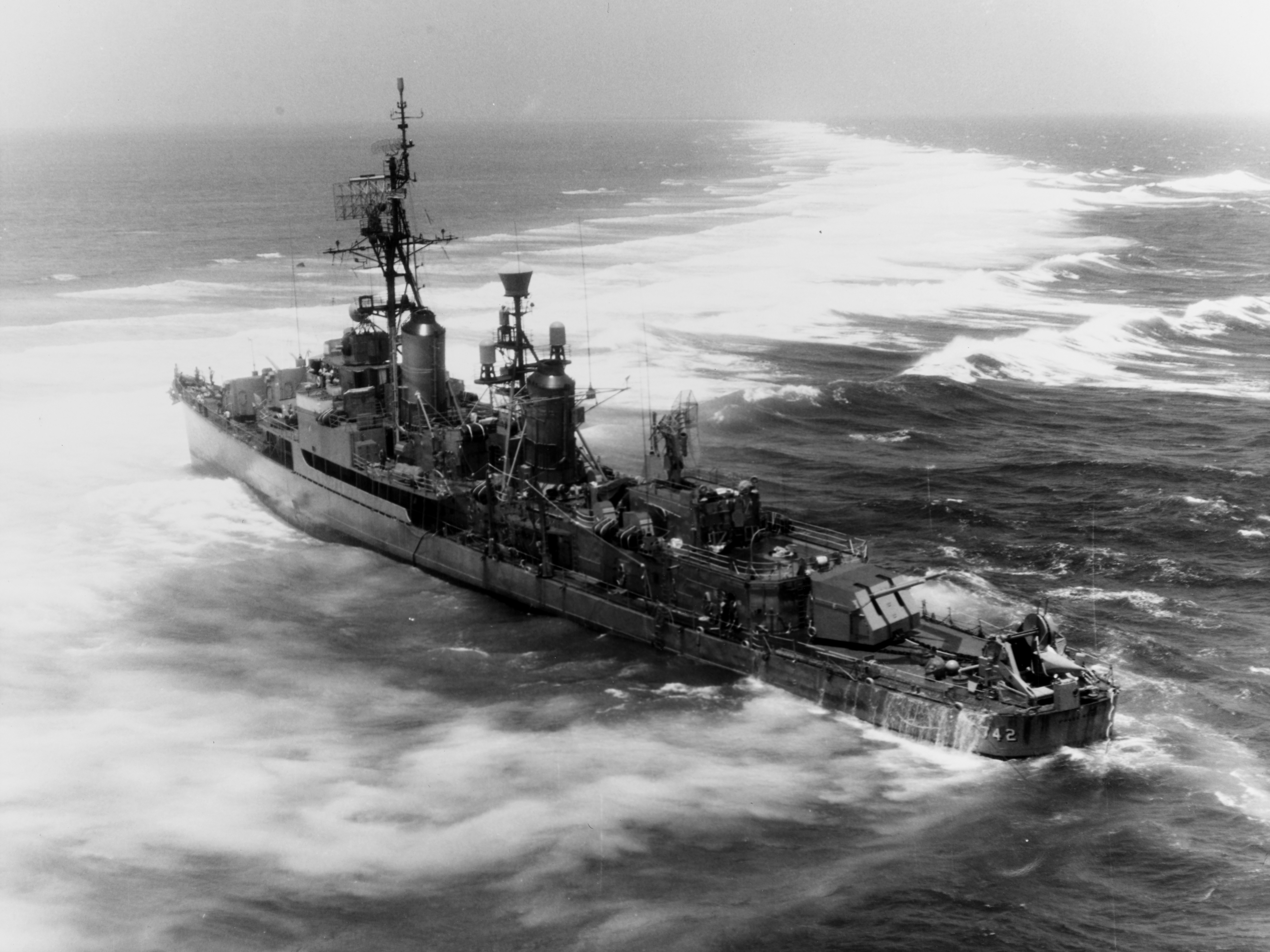
1965年7月，美國海軍第七艦隊弗蘭克·諾克斯號驅逐艦（DD-742）由左營海軍基地出發後前往台灣西南海域及南海巡弋時，在東沙群島不慎擱淺。

東沙群島是南海諸島的四大群島之一，位處國際航海重要的交通樞紐。西方稱普拉塔斯群島（Pratas Islands）。現由中華民國實際管轄，是中華民國位於南海中的部分實際控制領土。
東沙群島於清朝劃歸廣東省惠州府管轄，二戰時被日軍佔領，戰後劃入中華民國海南特別行政區；1990年劃歸高雄市旗津區中興里代管。
東沙島目前無常住人口，但有海巡署官兵常態駐守於島上，2000年2月1日以前為海軍陸戰隊六六師與九九師輪流派遣兵力進駐，中華民國政府亦於2007年1月17日在此成立東沙環礁國家公園，為中華民國第七座國家公園，並於該年10月4日成立「海洋國家公園管理處」管理之（隸屬於中華民國內政部營建署）。東沙環礁國家公園包含南海的東沙島與其環礁，及環礁向外延伸12海哩的附近海域，總面積為3,536.6795平方公里，是目前中華民國總面積最大的國家公園，陸域面積為174公頃，剩餘部份為海域面積；國家公園管理處位於高雄市楠梓區高雄都會公園內，並於東沙島上設東沙管理站/研究站。園區主要為東沙島與包含前者的直徑25公里的圓形環礁，為熱帶季風氣候，距高雄市445公里。長期以來為了生態保育及國家安全，並未開放一般民眾觀光。

## 地理位置

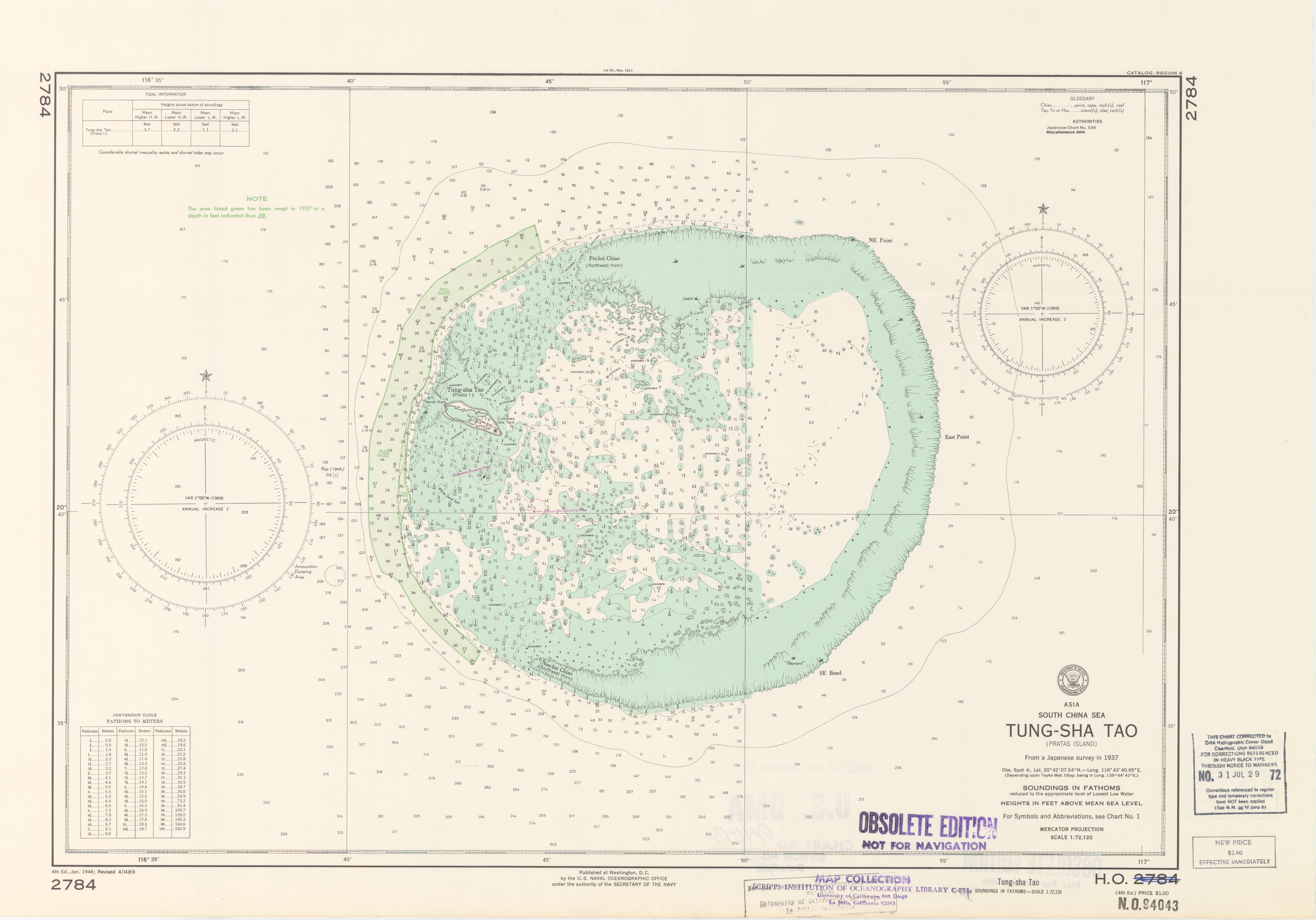
東沙群島(Tung-sha Tao (Pratas Island)) (NAVOCEANO, 1969年)

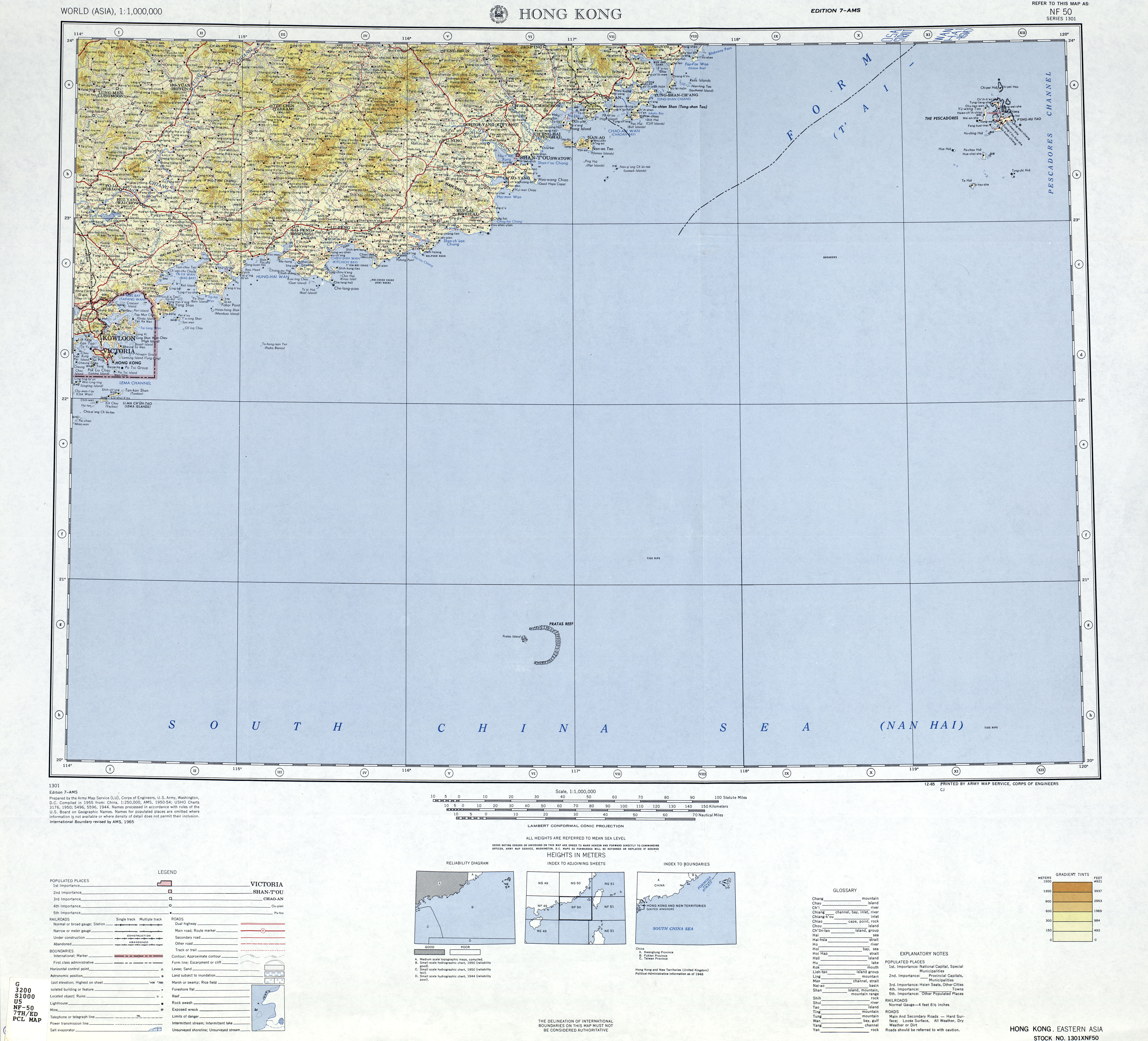
包括東沙群島(PRATAS REEF, Pratas Island) 的地圖 (陸軍測繪局, 1955年)

東沙群島位於南海，由三個珊瑚環礁構成，即東沙環礁、南衛灘環礁及北衛灘環礁，四面環海，環礁西側為東沙島，東沙島與南、北衛灘相距約80公里。
主島東沙島呈西北西至東南東走向，島嶼形狀如馬蹄、牙，古有「月牙島」之稱；東西長約2,800公尺，寬865公尺，陸地面積約1.74平方公里，中間包圍海水成為一個內海（潟湖），面積約0.64平方公里，為珊瑚礁堆積而成。全島周圍十至十五浬為礁盤區。
整個東沙群島海域面積廣達5,000平方公里，在南海諸島中算是大島之一。為南海諸島的最北境，距離東北方的高雄港240海里（444），南距南沙太平島640海里（1,185）。北距汕頭140海里（259），西北方距香港約170海里（315），西南距海南島360海里（667），東南距馬尼拉420海里（778）。
南衛灘及北衛灘為一連續淺灘，礁體呈橢圓形，沉沒水中，無島礁露出，乃一種沉水環礁。

## 岛屿列表
| 官方名称 | 官方名称 | 英语名称 | 实际控制方 | 位置                                            | 海拔（公尺） | 陆地面积（公顷） |
| -------- | -------- | -------- | ---------- | ----------------------------------------------- | ------------ | ---------------- |
| 东沙环礁 | 東沙島   |          | 中華民國   | 20°43′N 116°42′E / 20.717°N 116.700°E           | 0+           | 108              |
| 东沙环礁 | 东沙礁   | —        | 中華民國   | 20°40′14″N 116°54′31″E / 20.67056°N 116.90861°E | 0+           | 70               |
| 暗滩     | 北卫滩   |          | 中華民國   | 21°04′N 115°58′E / 21.067°N 115.967°E           | -60          |                  |
| 暗滩     | 南卫滩   |          | 中華民國   | 20°58′N 115°55′E / 20.967°N 115.917°E           | -58          |                  |
| 海山     | 尖峰海山 | [ 10 ]   | 中華民國   |                                                 |              |                  |
| 海山     | 笔架海山 | [ 11 ]   | 中華民國   |                                                 |              |                  |
| 海山     | 北波海山 | [ 12 ]   | 中華民國   |                                                 |              |                  |

## 地理環境
東沙群島地形完備，包含有礁台、潟湖、沙洲、淺灘、水道及島嶼等特殊自然地形，是屬於標準的環礁地形。東沙環礁為一直徑約25公里的圓形環礁，由造礁珊瑚所建造而形成。環礁周圍的礁台在低潮時大部分會露出或接近水面，長約46公里，寬約2公里。環礁內部為一水深僅16公尺的水域區，內有許多珊瑚丘、小沙洲及淺灘暗礁等分布，環礁外水深25公尺以深則為陡坡或斷崖，幾乎呈垂直下降至深海。環礁的西北、西南各有一天然缺口，東沙島恰位於此缺口中間，形成所謂的南、北水道，是進入內環礁水域的主要通道。根據學者估計，要形成這麼大一座環礁，至少需要百萬年以上的時間。
潟湖水淺，隨潮汐起落，平均深約1公尺，水多平靜，風浪不興，與環礁外之大湧大浪大不相同，潮汐時有泥沙向內淤積，近年更日漸變淺。此一潟湖在退潮時深不及1公尺，其出口處之寬度僅20公尺左右。湖底多為淤泥及有機殘屑所覆蓋，但水急之處仍為砂礫石所組成之底質。
東沙環礁水深0.6-17公尺，但以5公尺以下者為多，環礁近於圓形，半經約10公里，環礁內水域約300平方公里。
東沙島地處熱帶北部，屬熱帶季風氣候，冬季受東北季風、夏季受西南季風影響。每年4至11月偶有颱風來襲，但以8、9月最多，除颱風來襲外一般風浪均屬微弱。雨量以夏季及秋季較多，冬季較少。
| 東沙群島（1996-2005年） | 東沙群島（1996-2005年） | 東沙群島（1996-2005年） | 東沙群島（1996-2005年） | 東沙群島（1996-2005年） | 東沙群島（1996-2005年） | 東沙群島（1996-2005年） | 東沙群島（1996-2005年） | 東沙群島（1996-2005年） | 東沙群島（1996-2005年） | 東沙群島（1996-2005年） | 東沙群島（1996-2005年） | 東沙群島（1996-2005年） | 東沙群島（1996-2005年） |
| 月份                    | 1月                     | 2月                     | 3月                     | 4月                     | 5月                     | 6月                     | 7月                     | 8月                     | 9月                     | 10月                    | 11月                    | 12月                    | 全年                    |
| ----------------------- | ----------------------- | ----------------------- | ----------------------- | ----------------------- | ----------------------- | ----------------------- | ----------------------- | ----------------------- | ----------------------- | ----------------------- | ----------------------- | ----------------------- | ----------------------- |
| 日均气温 °C（°F）       | 21.7 (71.1)             | 22.0 (71.6)             | 23.9 (75.0)             | 26.2 (79.2)             | 27.9 (82.2)             | 29.1 (84.4)             | 29.6 (85.3)             | 29.3 (84.7)             | 28.4 (83.1)             | 26.9 (80.4)             | 24.9 (76.8)             | 22.3 (72.1)             | 26.0 (78.8)             |
| 平均降水量 mm（）       | 23.9 (0.94)             | 25.0 (0.98)             | 17.5 (0.69)             | 56.1 (2.21)             | 141.2 (5.56)            | 166.9 (6.57)            | 193.7 (7.63)            | 211.4 (8.32)            | 244.2 (9.61)            | 146.1 (5.75)            | 44.0 (1.73)             | 76.3 (3.00)             | 1,346.3 (52.99)         |
| 来源：                  |                         |                         |                         |                         |                         |                         |                         |                         |                         |                         |                         |                         |                         |

東沙海域表層水溫約在21~30℃之間，春季為26℃、夏季為30℃、秋季為28℃、冬季則為24℃左右，年平均氣溫25.3度，12月份最低平均22.2度；最高溫為6月，平均溫為29.5度。海水的鹽度大致上變化不大，全年都在千分之33.4至34.6之間，其中以颱風季節略低，而冬季稍高。

## 自然生態
東沙島附近的海藻屬於熱帶性海藻，與菲律賓北部海域的海藻相似性較高，與臺灣南部的海藻則略有差異。由於海藻調查的範圍大多侷限在東沙島周圍，對於面積廣闊的內環礁、外環礁和礁台區的海藻相所知仍很少，推估東沙群島的海藻相可能比目前所知豐富甚多。目前可知的珊瑚有300種、海藻120種。動物方面，除珊瑚外，另有甲殼類動物、棘皮動物、軟體動物等無脊椎動物，以及魚類。根據調查，珊瑚礁魚類超過500種，其中數種極為罕見。
因珊瑚覆蓋率較好，因而常可見到大型無脊椎動物。礁台表面地形十分平坦，偶而有些大型礁塊突起，大多數是以珊瑚碎屑和活珊瑚群體所構成；表面有大小不一的潮地，潮池中的生物種很多，包括許多種大型藻類和海草。甲殼類動物的種類與數量較少，與1998年聖嬰現象珊瑚大量白化死亡而造成大型蝦蟹無法棲住在珊瑚分枝間，及受到過漁的影響有關。
2004年有前往東沙島附近海域捕魚的漁民，因誤食軟體動物有毒貝類橡子織紋螺（具有河魨毒），6人中毒送醫，其中2人死亡。
東沙島上相對於海上的動植物種類則稍微稀少，植物皆為熱帶性植物，主要植被以蔓性爬藤植物及佈滿矮小灌木：有林投樹、桑樹、麻風桐及野菠等參雜其間，平均高度約五公尺形成自然林蔭。動物以蝸牛、蟹、昆蟲、蜘蛛為主，多為稀有品種。鳥類約有140餘種，多屬候鳥，在1866年，發現有大量白腹鰹鳥的繁殖族群，如今已經消失，遺留下來的鳥糞也在日治時代開採殆盡。
蔬菜栽培是由島上官兵親自種植，蔬菜種類大致分為：甘藍菜（結球很小）、結球白菜、番茄、四季豆、蘿蔔等，夏季則以栽培瓜類為主，如南瓜、絲瓜。偶而種植西瓜，其他如紅豆、辣椒、莧菜、空心菜等亦有栽培。

## 歷史
從古至今，東沙海域就有許多不同時期的船舶擱淺和沉沒，因此可以合理地推測東沙海域水下文化資產應該十分豐富。
東沙島是南海諸島歷史中最早被開發的，漁民前往東沙海域進行漁撈活動，可推到一千多年前晉代裴淵的《廣州記》，「珊瑚洲在（廣東東莞）縣南五百里。昔人於海中捕魚，得珊瑚」。「珊瑚洲」即指東沙島及其環礁。
在南越國（南粵國）之際，南越武王為求恢弘宣揚其文化、武功，而有交阯、九真、日南之開拓，越南聲稱當時四沙納入南越國（南粵國）版圖。據清代漁民梁勝稱，1860年代（清同治年間）廣東、海南兩地的漁民已大量前往該處從事捕魚、採藻及捕捉海龜等工作，並於東沙島搭建木製工廠進行醃曬魚肉及海藻等加工。但因東沙島稍小且地處偏隅，始終為無人長期居住的島嶼，僅供船家捕漁休憩之用。

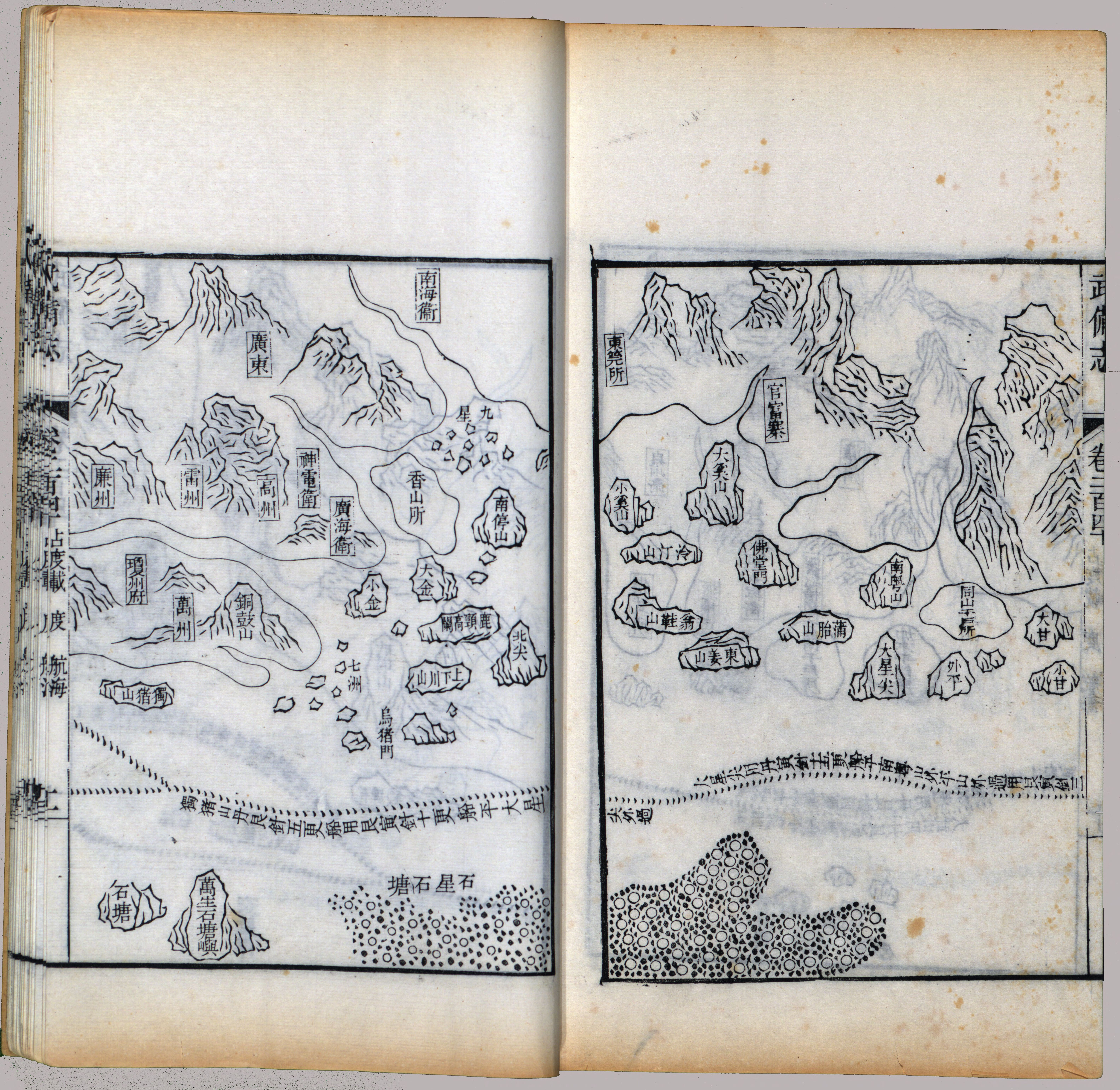
郑和航海图中的石星石塘

自明朝起中國人繪製的海圖開始包括東沙群島。15世纪郑和下西洋时代的郑和航海图中的石星石塘就是东沙群岛。万历年间（1610-1620年）绘制的塞尔登地图上，东沙群岛是东北向沙礁，圆圈内注记「南澳氣」指東沙島。1730年陳倫烱著《海國聞見錄》中的「南澳氣」指東沙島，附图《四海总图》标有“氣沙头”，指東沙群島。1710年到1712年間（清朝康熙49至51年），清廷派遣水師副將吳陞，以及1907年（光緒33年），派遣水師提督李準分別巡視查勘西沙和東沙兩群島後，才正式納入中國版圖，屬廣東省惠州府陆丰县碣石镇管轄。

1858年英國繪製的東沙群島地圖

1851年，英國列那狐號蒸汽炮船在此觸礁，港英當局因此曾計畫在此島建立燈塔。1858年，英國撒拉森人號風帆炮船繪製東沙群島地圖出版，標出經緯度與籌設燈塔位置。1878年，英国水文地理学家亚历山大·乔治·芬德利（英語：Alexander G. Findlay）出版《印度群岛、中国和日本航海指南》（A Directory for the Navigation of the Indian Archipelago, China, and Japan），其中有记载：
|  | “东沙岛位于东沙环礁的西部边缘，靠近环礁沉陷地带的中央。……它由沙子构成， 找不到固体颗粒或泥土，形状为马鞍型，环抱着一个浅水湾即泻湖，泻湖深入至它的西端约半英里，为中国渔民提供了避风场所，他们在每年早些时候来这里捕鱼。在沙滩上挖掘数英尺就可以找到带有咸味的水。有大量的塘鹅，可以用棍子把它们击倒。” |

1907年8月，日商西澤吉治聚眾佔領東沙，插旗改名為“西澤島”，在島上修築碼頭、鐵軌等建物，目的在開採磷酸礦物、海人草、魚介貝類及海龜等水產資源，興建木造房屋20餘座，建海水淡化廠一間和水池供蓄及養龜，設電話線及吸水管路等設備。此事清廷未知，隔年因英國欲在島上建置燈塔而所生之歸屬問題才迫使清廷正視東沙島為日人所佔之問題，於1909年向日本駐廣州總領事館交涉，最後清廷提出《中國江海險要圖誌》一書等相關典籍，證實東沙確為中國領土，由清廷以16萬銀元償還日商西澤開發之費用，扣抵3萬元作為補償漁民損失，實付13萬元，並簽訂〈交還東沙島條款〉，由清政府支付日商16萬銀元，廣東海軍人員隨即登島驅離島上漁民，正式接收東沙島，後於同年10月派員接收，正式收回東沙島。11月19日，廣東省府蔡康，在東沙島舉行立碑、升旗儀式，重申主權。同年，廣東水師提督李準曾巡海至這裡。清政府接收東沙島後，規定各省漁民欲前往該島活動，必須獲得廣東省政府的許可令。
東沙當時所有地面歷史建築、碑記，舊「大王廟」等，在20世紀初被侵入的日本人搗毀，之後於第二次世界大戰中又受重創，早已片瓦隻字不存。現存早期中國先民遺物僅潟湖東北側沙下之「東沙遺址」及數口古中國式水井而已。二次大戰期間由日本佔領，並興建小型機場和海軍罐頭工廠。戰後廣泛流傳的謬誤，多稱1939年（日本昭和十四年）3月劃歸高雄州高雄市管轄，並謂此應為歷史上第一次將東沙群島、西沙群島和南沙群島納入行政體系。但是，根據昭和14年（1939年）3月30日之台灣總督府令第31號和台灣總督府告示第122號，新南群島定義之範圍為北緯7度以北、北緯12度以南、東經111度30分以東、東經117度以西之區域。換言之，新南群島僅限於今南沙群島之一部，不包括東沙、西沙群島，東沙、西沙群島屬於日本軍事佔領，不在高雄市行政管轄之下。但是戰後的諸多媒體往往將兩者混淆。
1945年，第二次世界大战結束後，中華民國國民政府先由臺灣省行政長官公署接收管轄南海諸島，後再將此地劃歸廣東省管轄。1947年國民政府亦明令公佈南海諸島為中國領土範圍，刊載報刊昭告世人，並樹碑為誌。

中華民國設置的海南特別行政區

1949年初，劃歸海南特別行政區管轄。1949年12月中華民國政府退居臺灣，繼續控制東沙，1990年7月將此地連同南沙群島劃歸高雄市管轄。中華人民共和國則將此地仍歸廣東省。目前東沙群島為中華民國政府實際控制，並由海岸巡防署管理。
1995年由中央研究院歷史語言研究所陳仲玉教授所發掘的“東沙遺址”，位置在東沙島內潟湖的北岸，該處在數百年前應可停泊小船或舢舨。雖然沒有發現明顯居屋的遺蹟，但從出土的鐵釘可窺知可能有臨時性木造建築。遺址至少有50公尺長，20公尺寬的範圍，其有明顯的火、火堆木炭、煤渣、打火燧石、動物骨骸等，顯然有炊食的活動，絕非臨時的小型露營場地。從出土大量陶瓷片及文化層約20釐米厚等現象推測，古代先民的佔居時間並非短暫。另從出土的青花瓷器觀察推斷，約為清代中葉期間之遺物；調查亦發現島外水深2公尺處有一批古錢幣，且唐代至明初期間均有，推測為由古代的船隻觸礁後所遺落，期間應是在明代年間。
1998年11月12日，中華民國業餘無線電促進會進行東沙島八天七夜通訊活動，首度試通短距離VHF144MHz頻道，順利完成和架設在850公里外的臺北市大屯山和林口長庚醫院旁的臺灣「火腿族」臨時電台完成通聯，而且還創下一瓦以下超低功率完成通聯的紀錄。
1999年5月，高雄市市長謝長廷至島上漁民服務站掛上「旗津區中興里18鄰東沙31號」門牌，以宣示主權。
2005年7月28日，中華民國總統陳水扁第二次赴東沙島視察。
2007年，東沙環礁國家公園成立，東沙島納入新成立的海洋國家公園管理處的管轄。2008年2月10日，陳水扁總統又赴東沙島視察。
2013年1月8日，東沙島成立中華郵政代辦所。
2019年1月，中華民國內政部一度宣布將於該年4、5月開放試辦觀光，但因專家建議生態措施尚須加強，此政策並未付諸實現。

## 景點

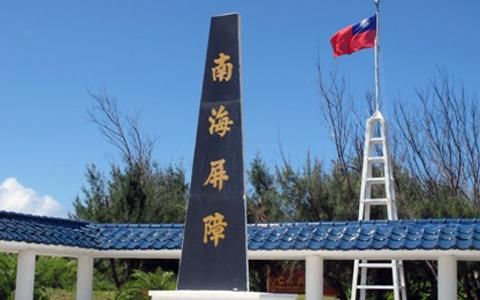
南海屏障碑

東沙島在古代即是南海船隻提供休息的避風港，現代因其位置而成為戰略要衝，長期有軍隊進駐，因而有戰地色彩。東沙島也具有人文古蹟，與部份的人為景觀。
- 東沙大王廟：舊有「東沙大王廟」，不知所奉何神，20世紀初毀於戰火，1948年冬季，關公神像，隨獨木舟漂流而來，神像滴水不沾，當年駐守的陸戰隊官兵於是建廟奉祀，依然稱「大王廟」，又稱關帝廟，視為東沙的守護神。當年的獨木舟仍保存於廟側。廟柱的對聯：「一片忠心貫日月，滿腔義氣薄雲天。」；「赤面秉赤心騎赤兔追風馳驅時無忘赤帝，青燈觀青史仗青龍偃月隱微處不愧青天。」，該廟亦祀「南海女神」媽祖（元代封），今日駐守的臺灣海巡部隊除了奉獻香火外，亦為像前掛上金牌。
- 東沙遺址：1995年，中央研究院教授發掘了東沙遺址，位在島內潟湖的北岸，因潟湖屬逐漸淤積的環境，數百年前應可停泊小船或舢舨，岸邊可作為休息、儲物、處理魚貨、避風的場所。由出土的文物推測，古代先民的佔居時間並非短暫。
- 南海屏障碑：在東沙島南側，1989年由內政部興建，介紹東沙島之戰略位置，並簡述東沙島地形、氣候。
- 漢疆唐土碑：中華民國內政部於1992年所建，位於南海屏障碑之周圍，為加強疆土之維護、顯示主權所用。鑒於東沙島日烈風強，為防風化、碎裂，加強了保固，並環碑興建一座範圍11米，高2.5米的琉璃瓦凹型迴廊。
- 東沙島島碑：東沙島島碑為海軍東沙島管理處處長杜震於1954年1月建造，敘述東沙島的歷史沿革。
- 東沙精神堡壘：為日治時期建築，在全島各處均易見到，有奮發精神，激勵軍心之效。堡壘前立有蔣中正像，基座四周刻石除碑記外，另有「國民革命軍之父」及「以國家興亡為己任，置個人生死於度外」等題字。
- 東沙地籍測量紀念碑：位於指揮部前，1991年建成，高雄市長吳敦義題字，表示東沙島由高雄市代管，隸屬旗津區。
- 東沙圖書館：2005年時，藏書已超越20,000冊。
- 長青亭：島上樹木最蒼翠之處。亭上有對聯：「沙坡雲樹象萬千，獨頌南疆不朽年。」
- 國軍東沙公墓：中華民國軍隊的公墓。

## 島上狀況

### 水源
島上地下水甚為充裕，地下水位高，離地深約2.0至2.5公尺處即可獲得水源，惟水質略鹹，不宜飲用。島中心附近則鹹味較淡，島上水源可供灌溉及洗滌之用。目前飲用水則靠天雨儲水池（十餘大型、小型儲水槽）及水庫，現在有了海水淡化機，一天可以製造7,500加侖，主要用來洗滌，飲用水還是得依靠台灣（多從高雄地區）的運補。

### 電力
有克強、聰良電廠，可提供島上全天候電力供應。島上主要電力設備由2005年底設置完成的3組500kw燃油發電機串聯發電，另外島上重要裝備皆配有兩套發電機（另一個備用）。目前島上平均每日220人左右留島，在用電僅有180～190kw的狀況下，未來興建新的碼頭，及後期開放駐島的研究及觀光使用需求方面，應仍足夠。2016年3月17日，太陽能光電系統啟用，設置總面積310.6平方公尺，總容量為40kWp，預估每年發電量為5萬8,000度，減少柴油發電機耗油1萬5,000公升、減少燃油排放二氧化碳40萬公噸。

### 建築
設有機場、小艇碼頭、氣象觀測站、東光醫院、東沙圖書館、漁民服務站、衛星追蹤站、東沙大王廟、國立中山大學東沙國際海洋研究站。亦有海洋國家公園管理處(東沙管理站)，地址為高雄市旗津區東沙52號，並在一樓設有AED。

### 人口
目前有225位海洋委員會海巡署東南沙分署所屬海巡部隊官兵、艦隊分署第五海巡隊東沙分隊官兵駐守、中華民國國軍亦有派遣多名海軍及空軍官兵派駐機場和留守。海洋國家公園管理處則在當地設有東沙管理站，近年常有學者駐守復育生態。

### 地價
| 中華民國內政部地政司公告年份 | 每平方公尺公告土地現值（新台幣） | 每平方公尺公告地價（新台幣） | 備註                                 |
| ---------------------------- | -------------------------------- | ---------------------------- | ------------------------------------ |
| 1997年                       | 110元                            | 60元                         |                                      |
| 2000年                       | 150元                            | 60元                         |                                      |
| 2005年                       | 250元                            | 60元                         |                                      |
| 2006年                       | 500元                            | 60元                         |                                      |
| 2007年                       | 600元                            | 110元                        |                                      |
| 2011年                       | 700元                            | 110元                        |                                      |
| 2012年                       | 750元                            | 110元                        |                                      |
| 2013年                       | 800元                            | 110元                        |                                      |
| 2015年                       | 880元                            | 110元                        |                                      |
| 2016年                       | 880元                            | 160元                        | 土地總價值為新台幣15億7,141萬6,000元 |
| 2017年                       | 880元                            | 160元                        |                                      |
| 2018年                       | 880元                            | 160元                        |                                      |
| 2019年                       | 880元                            | 160元                        |                                      |
| 2020年                       | 880元                            | 160元                        |                                      |
| 2021年                       | 880元                            | 160元                        |                                      |
| 2022年                       | 950元                            | 160元                        |                                      |
| 2023年                       | 950元                            |                              |                                      |
| 2024年                       | 1,000元                          | 210元                        |                                      |
| 2025年                       | 1,000元                          |                              |                                      |

## 交通

### 公路
東沙島上主要道路為柏油路面，其餘道路則用細砂路面，路況不佳。一般主要交通工具為腳踏車，環繞全島時間約需30分鐘。現有10噸半大卡車1部、小卡車3部（主要載運補給貨物、水、垃圾及水肥）、箱型車3部、15噸吊車1部及叉動車2部，以及高雄市政府贈送了大客車以營運島上的唯一公車「東沙1號」。

### 空運
東沙島上設有小型機場，即東沙機場，設有一個寬30公尺、長1,550公尺的跑道，跑道厚度約0.23公尺。島上潟湖若逢朔望大潮或暴雨時，機場停機坪附近常發生淹水情形。另跑道混凝土受鹽害影響，表面層劣化情形嚴重。目前往返台灣及東沙島主要有軍機和民航機來往，其中軍機有中華民國空軍的C-130運輸機，為物資補給與公務用，每月第二週的週二當日往返，其載客量為70人，載重為8,000公斤；民航機為立榮航空客機，載客量限定為70人及1,696公斤貨品，每週四往返臺灣本島高雄國際機場，供駐防人員搭乘。

### 海運
由於東沙島海岸為深度1至2米左右的淺礁地形，大型船隻無法靠近，必須停靠外海再以小船接駁上岸，船隻靠岸必須仰賴人力搬運貨物上岸，重型機械則賴吊車支援。島上有海巡署巡防艇碼頭，可停靠海巡署3艘20噸級海岸巡邏艇，但目前海巡署僅編制3艘10噸級海岸巡邏艇和3艘M8快艇的巡防能力明顯不足，已規劃未來將有9艘各式艦艇在東沙海域巡航。
目前往返的船隻有每年3、6、10月各一航次的軍用補給艦，主運武器、彈藥、汽油，協助海上查緝工作的巡邏快艇，以及30天一航次、載運民生物資的民用商船。

## 對外通訊
- 中華民國東沙島的郵遞區號：817。
- 中華民國國軍郵局：「67局」。設有中華郵政代辦所。
- 透過衛星通訊，島上設有公用電話。
- 行動電話通訊方面，可以使用中華電信的4G和3G基地台[48]。
- 網路部分，中華電信建置完成了東沙島的網路系統，因此可在島上使用網際網路[49]和行動通訊上網。

## 外部連結
- 東沙環礁國家公園 （页面存档备份，存于）
- Google地圖上的東沙島
- 海洋國家公園管理處網頁 （页面存档备份，存于）
- 中華民國行政院海巡署岸總局南部地區巡防局-東沙網頁 （页面存档备份，存于）
- 東沙島（清蔚園） （页面存档备份，存于）
- 東沙島紀事集錦